# I miserabili (film 2019)
I miserabili (Les Misérables) è un film del 2019 diretto da Ladj Ly.
Il film è basato sull'omonimo cortometraggio diretto da Ladj Ly nel 2017.

## Trama
Il film inizia con le immagini della folla di Parigi che celebra la vittoria della squadra francese ai Mondiali del 2018 nella Avenue des Champs-Élysées, vissuta e celebrata come un momento di fratellanza tra persone di diverse classi sociali ed etnie.
Poco dopo, Stéphane Ruiz, un agente di polizia che si è recentemente trasferito a Parigi e si è unito alla brigata anticrimine, la BAC, è stato incaricato di lavorare con il leader della squadra Chris e il brigadiere Gwada in servizio nella vicina città di Montfermeil. Chris abusa spesso con arroganza del suo potere sugli adolescenti, con Gwada compiacente di quell'abuso; sentendosi a disagio, Stéphane non interviene. Nel frattempo Issa, un noto baby delinquente, ruba Johnny, un cucciolo di leone, da un circo. Il suo proprietario, Zorro, si reca da un uomo noto come "il Sindaco" e minaccia di tornare con le armi se Johnny non verrà restituito. Chris e il suo squadrone si mettono alla ricerca del cucciolo.
Uno degli amici di Issa gli scatta una foto con il cucciolo e la pubblica su Instagram, così Chris scopre chi è il colpevole. Lo inseguono, lo catturano e lo ammanettano, ma Issa afferma che il cucciolo gli è scappato. Gli amici di Issa attaccano i tre agenti lanciando degli oggetti contro di loro, per impedire a Issa di salire in macchina. Quando Issa cerca di scappare, Gwada gli spara in faccia con un'arma che spara proiettili di gomma. Gli amici di Issa si disperdono, ma lo squadrone si rende conto di essere stato ripreso da un drone che sparisce dietro i palazzi. Mentre Stéphane vuole portare Issa in ospedale, Chris e Gwada decidono di portarlo con loro alla ricerca del proprietario del drone.
Il trio arriva a un contatto locale di Chris, lasciano Issa in loro custodia e usano le informazioni ricevute per trovare Buzz, l'adolescente a cui appartiene il drone, prima che riesca a postare il video sui social.
 Buzz, che ha con sé la memory card del drone, si rifugia da Salah, proprietario di un ristorante e membro chiave della comunità islamica locale. Sia lo squadrone che "il sindaco" arrivano al ristorante di Salah. Dopo uno scontro intenso durante il quale Chris tenta di arrestare Buzz, Ruiz convince Salah a consegnargli la memory card, sostenendo che si è trattato solo di un incidente.
Dopo aver recuperato Issa e il cucciolo, lo squadrone si reca al circo. Sebbene Issa sia costretto a scusarsi, Zorro lo trascina nella gabbia con un leone adulto quasi costringendo Stéphane a sparare al leone prima che Issa venga liberato. Decidendo che Issa ha imparato la lezione, Chris lo lascia andare facendogli promettere di dire che è caduto per giustificare le ferite.
 
La sera i personaggi coinvolti nell'evento di quel giorno sembrano tornare alle loro vite, alcuni con segni visibili di angoscia e dubbio. Issa siede da solo su un divano in una discarica, traumatizzato. Più tardi Ruiz incontra Gwada in un bar e gli dice di sapere che una flash-ball non può essere lanciata per sbaglio e che Gwada ha quindi intenzionalmente sparato a Issa. Gwada incolpa lo stress e i bambini per averlo sopraffatto, e Stéphane, sebbene poco convinto, consegna a Gwada la memory card dicendogli, "fai quello che devi fare".
Il giorno successivo lo squadrone, di pattuglia, viene attaccato da un gruppo di ragazzini guidato da Issa. I tre li inseguono dentro un palazzo, dove vengono assaliti da un gruppo molto più grande di adolescenti e rimangono intrappolati nella tromba delle scale, lottando per la vita. Chris viene ferito sul viso da una bottiglia mentre l'automobile con la squadra di supporto chiamata da Stéphane è distrutta dagli adolescenti, costringendo i poliziotti a fuggire. Quando arriva “il sindaco” viene attaccato a bastonate e buttato giù dalle scale. Stéphane bussa alla porta più vicina, chiedendo aiuto; è la porta di Buzz che però chiude il chiavistello. Issa accende una molotov e si prepara a finire lo squadrone, Stéphane gli punta contro la pistola e gli intima di non farlo.
 La scena si oscura e appare una citazione da Victor Hugo Les Misérables: Ricordatevi di questo, amici miei. Non ci sono cose come le piante cattive o uomini cattivi. Ci sono solo cattivi coltivatori.

## Distribuzione
È stato presentato il 15 maggio 2019 al Festival di Cannes 2019 e candidato per la Palma d'oro. In Italia viene distribuito in anteprima digitale il 18 maggio 2020 sulla piattaforma MioCinema.it e al cinema dal 15 giugno dopo la riapertura.

### Divieti
In Italia il film venne vietato ai minori di 14 anni a causa del linguaggio scurrile e della violenza estrema.

## Riconoscimenti
- 2020 - Premi Oscar[3]
  - Candidatura per il miglior film internazionale
- 2020 - Golden Globe[4]
  - Candidatura per il miglior film straniero
- 2019 - Festival di Cannes
  - Premio della giuria[5]
  - In competizione per la Palma d'oro
- 2019 - European Film Awards[6]
  - Miglior rivelazione
  - Candidatura per il miglior film
  - Candidatura per la miglior sceneggiatura a Ladj Ly, Giordano Gederlini e Alexis Manenti
- 2019 - Satellite Award[7]
  - Candidatura per il miglior film in lingua straniera
- 2020 - British Independent Film Awards[8]
  - Candidatura per il miglior film indipendente internazionale
- 2020 - Critics' Choice Awards[9]
  - Candidatura per il miglior film straniero
- 2020 - Premio Goya
  - Miglior film europeo
- 2020 - Premio César
  - Miglior film
  - Migliore promessa maschile a Alexis Manenti
  - Miglior montaggio a Flora Volpelière
  - César del pubblico
  - Candidatura per il miglior regista a Ladj Ly
  - Candidatura per il miglior attore a Damien Bonnard
  - Candidatura per la migliore promessa maschile a Djebril Zonga
  - Candidatura per la migliore sceneggiatura originale a Ladj Ly
  - Candidatura per la migliore fotografia a Julien Poupard
  - Candidatura per la migliore musica a Marco Casanova e Kim Chapiron
  - Candidatura per il miglior sonoro a Arnaud Lavaleix, Jérôme Gonthier, Marco Casanova
  - Candidatura per la migliore opera prima